# Eléa (Phocide)
Pour les articles homonymes, voir Eléa.
Eléa (grec moderne : Ελαία) est une localité située dans le dème de Doride, dans le district régional de Phocide, dans la périphérie de Grèce-Centrale, en Grèce.
Selon le recensement de 2021, elle compte 76 habitants.